# 澄波桥
28°09′50″N 117°32′58″E / 28.16389°N 117.54944°E
澄波桥位于中国江西省上饶市铅山县湖坊镇的陈坊河上，于2000年被列为江西省文物保护单位。
澄波桥于唐贞观四年（630年）由僧澄波募捐兴建，故而得名。清同治五年（1866年）重建。澄波桥为石墩梁桥，六墩五孔，全长60余米，桥面上建有长廊，宽4米，两侧有板壁，顶部盖瓦，东西桥头均建有砖石门屋。